# 大峠 (奈良県)
大峠（おおとうげ）は、奈良県宇陀市と桜井市との市境、竜門山地を越える峠。標高約770m。針道峠とも。

## 概要・歴史
桜井市八井内（やいない）から針道を経て竜門山地の鞍部にある大峠を越えて宇陀市宮奥へと下る。峠は四辻となっていて、竜門山地の尾根伝いに北に行くと音羽三山（熊ヶ岳、経ヶ塚山、音羽山）、南へ行くと竜門岳または龍在峠へと行き来できる。麓の八井内から西に行くと多武峰・談山神社があり、古くは多武峰から宇陀山地（宇陀盆地）方面（宇陀市に出れば伊勢街道があり、伊勢国とも）とを行き来する捷路（近道）として使われた。

## 大峠トンネル・八井内トンネル
久しく竜門山地の東北部、音羽三山付近の稜線を越える自動車が通れる道は無く、多武峰・談山神社から宇陀市方面へは大きく迂回しなければならなかったが、ふるさと農道の大峠トンネル（2002年3月、延長1806m）および八井内トンネル（2003年3月 延長475m）が完成し、2003年3月に開通して自動車の行き来が可能となった。また八井内から多武峰を経て明日香村へと抜ける奈良県道155号多武峯見瀬線が開通し再び宇陀市南部から明日香村へとを結ぶ捷路となっている。

## 女坂・男坂
日本書紀の神武天皇即位前紀戊午年九月の条に「女坂置女軍。男坂置男軍（女坂（めさか）に女軍を置き、男坂（おさか）に男軍を置く）」とあり、大峠はこのうちの女坂と考えられている。そのため峠には、昭和15年（1940年、紀元2600年祭の一環として）「女坂傳稱地」の碑が建てられ、現在も当地に残る。なお、男坂は、北にある半坂峠と考えられ「男坂傳稱地」の石碑が建っている。